# Mi manca Marcella
Mi manca Marcella è un film del 1992 diretto da Renata Amato.